# 가시아메바과
가시아메바과(Acanthamoebidae)는 아메바류에 속하는 단세포 진핵생물 과이다. 가장 잘 알려진 종은 가시아메바속에 속하는 종이다. 많은 종류의 가시아메바류가 다양한 환경의 물과 토양에 널리 퍼져 있다.

## 하위 속
- 가시아메바속 (Acanthamoeba)
- 코만도니아속 (Comandonia)
- Protacanthamoeba